# 144P/Kushida
La comète Kushida, officiellement 144P/Kushida, est une comète périodique du système solaire, découverte le 8 janvier 1994 par Yoshio Kushida.